# Lago Bichelsee
O Lago Bichelsee é um lago localizado no cantão de Thurgau, Suíça. A aldeia de Bichelsee no município Bichelsee-Balterswil deu o seu nome ao lago. O lago apresenta uma superfície de 0,092 km², sendo que 5/6 estão localizados no cantão de Thurgau. 